# Діна Дурбін
Ді́на (Діана) Ду́рбін (англ. Deanna Durbin; справжнє ім'я — Една Мей Дурбін; 4 грудня 1921, Вінніпег, Канада — прибл. 17 квітня 2013, Нофль-ле-Шато, Франція) — канадська акторка і співачка, зірка Голлівуду 1940-х років.

## Біографія

### Ранні роки
Една Мей Дурбін народилася 4 грудня 1921 року в Канаді, у місті Вінніпег (провінція Манітоба) в сім'ї іммігрантів з Манчестера. Вони переїхали до Голлівуду в 1923 році, коли Едні не було й двох років. Її старша сестра Едіт допомагала їй у 1930-ті. Коли Діні було 10 років, батьки помітили її талант. З того часу Дурбін почала відвідувати уроки вокалу в Академії Ральфа Томаса, незабаром ставши його улюбленою ученицею.

### Кар'єра
З дитячих років Дурбін відрізняла пристрасть до музики і прекрасний голос. У 14 років вона підписала контракт з кіностудією MGM на зйомки у короткометражних фільмах спільно з Джуді Гарленд. Перший успіх прийшов після зйомок у мюзиклі «Щонеділі». Однак керівництво студії відмовилося продовжувати контракт з Дурбін і вона перейшла зніматися до кіностудії Universal Pictures. Перший же фільм «Три милих дівчини» знову став для неї успішним. У 1938 році вона отримала престижну кінопремію «Оскар» у молодіжній категорії. У 1946 році вона була найбільш високооплачуваною акторкою в США, отримуючи за зйомки в одному фільмі 320 000 доларів.

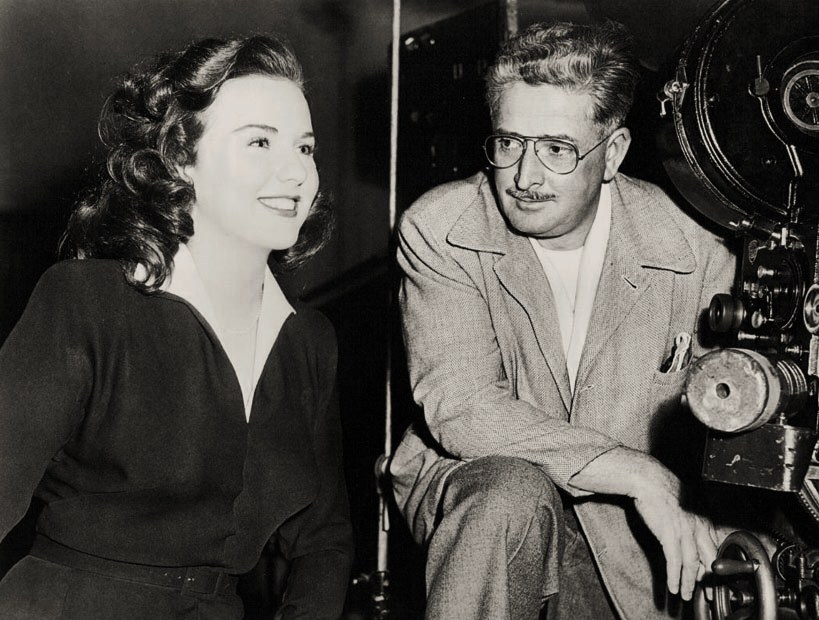
Дурбін і оператор Вільям Деніелс під час зйомок останнього фільму за участю Діни — «Заради любові до Мері» (1948)

Основним амплуа Діни Дурбін були ролі маленьких Попелюшок. Такою її бачили режисери і глядачі. У середині 1940-х вона спробувала знятися в складніших ролях у фільмах «Різдво» і «Леді в поїзді», але публіка не прийняла ці ролі: глядачі воліли бачити її в ролях тих дівчат-підліток, у яких вона з'являлася на екрані. У 1948 році керівництво кіностудії припинило контракт з Діною Дурбін, заявивши, що вона застара, щоб грати молодих дівчат, а для складніших ролей недостатньо талановита. При цьому керівництво студії забуло, що саме фільм «Три милих дівчини» свого часу врятував кіностудію від банкрутства.
1948 і 1949 роки стали чорною смугою в житті Діни Дурбін: припинення зйомок у кінофільмах, розлучення з чоловіком. У цей складний період життя її підтримували 2 людини: сценарист Джо Пастернак і французький кінорежисер Шарль Давид (у 1945 році він був режисером фільму «Леді в поїзді» за участю Дурбін). Перший запропонував їй повернутися працювати з кіностудією MGM, але вона відмовилася, а з другим одружилася і поїхала до Парижа. У шлюбному контракті було записано, що вона має право жити в безвісності. Цей пункт був включений за її наполяганням. З тих пір вона практично нікому не давала інтерв'ю, лише дуже рідко роблячи виключення. А журналістам відповідала телефоном, що може сказати тільки одне: «Я ненавиджу Голлівуд!».
Гроші, зароблені на зйомках, Дурбін вклала у бізнес, що дозволило їй вести цілком забезпечений спосіб життя. У 1999 році помер її чоловік Шарль Давид, і з тих пір Діна Дурбін проживала в містечку Нофль-ле-Шато поблизу Парижа.
У СРСР в прокаті був дуже популярним фільм «Сестра його дворецького», в якому вона виконала фрагменти трьох романсів російською мовою — «Гей, ямщик, жени-ка до яру» Яру «…», «Хвіртка», «Дві гітари». Центральне телебачення неодноразово включало ці пісні до складу святкових кіноконцертів.

### Смерть
30 квітня 2013 в спільноті акторки було опубліковано повідомлення її сина, згідно з яким вона померла «кілька днів тому». Ніяких інших подробиць смерті не було. Пізніше, за повідомленням «Ассошіейтед прес» з посиланням на друга сім'ї Дурбін, було повідомлено, що акторка померла 17 квітня або у найближчу до цього дня дату.

## Нагороди
- 1938: Премія «Оскар» у номінації «Молодіжна нагорода Академії» за видатну роботу в молодіжному кіно[10].
- 1960: Зірка на Голлівудській алеї слави[13].